# Llei-marc Defferre
L'anomenada Llei-marc (francès Loi Cadre) és una llei aprovada el 23 de juny de 1956 per iniciativa de Gaston Defferre, ministre francès d'Ultramar i alcalde de Marsella, i Félix Houphouët-Boigny, primer president de Costa d'Ivori i l'alcalde d'Abidjan. Rep el nom de "llei marc" perquè faculta el govern a concedir estatuts per decret en un domini reservat en principi a la llei.
Mercè a aquesta llei foren creats per als territoris d'ultramar francès (Nova Caledònia, Polinèsia Francesa) els consells de govern elegits per sufragi universal, que permet a les autoritats executives locals ser més autònoms respecte a la metròpoli (encara que el vot continua sent desfavorable als residents locals). També crea un col·legi electoral únic, mentre que abans els habitants eren dividits en dos col·legis en funció del seu estatut civil (dret comú o dret local). La llei-marc fou complementarà amb diversos decrets d'aplicació relatius als territoris d'ultramar. També fou el primer pas en la creació de la Comunitat Francesa, similar a la Commonwealth britànica, amb Madagascar, Àfrica Equatorial Francesa i Àfrica Occidental Francesa